# Skrętność (fizyka cząstek elementarnych)
Skrętność – wielkość fizyczna używana w fizyce cząstek elementarnych, oznacza rzut wektora spinu (wewnętrznego momentu pędu) na kierunek ruchu cząstki:
{\displaystyle h={\vec {J}}\cdot {\hat {p}},\qquad {\hat {p}}={\vec {p}}/|{\vec {p}}|.}
Zgodnie z zasadami mechaniki kwantowej rzut wektora momentu pędu na dowolną oś jest skwantowany i może przyjmować tylko wartości z pewnego dyskretnego zbioru. Skrętność dla cząstek masywnych jest wielkością zależną od układu odniesienia.
Pojęcie skrętności stosowane jest przede wszystkim do fermionów, czyli cząstek o wartości spinu równej 1/2, takich jak np. elektron. Skrętność może być dodatnia {\displaystyle (+\hbar /2)} – cząstka jest wtedy nazywana „lewoskrętną” lub ujemna {\displaystyle (-\hbar /2)} – cząstka jest wtedy „prawoskrętna”. Skrętność cząstki odgrywa rolę w oddziaływaniach słabych, uczestniczą w nich tylko lewoskrętne fermiony i prawoskrętne antyfermiony.
Dla bezmasowych cząstek o spinie 1/2, skrętność jest równoważna operatorowi chiralności pomnożonemu przez {\displaystyle \hbar /2.} Dla bardzo lekkich cząstek równość ta jest dobrym przybliżeniem.